# Hướng Đạo
Hướng Đạo là một xã thuộc huyện Tam Dương, tỉnh Vĩnh Phúc, Việt Nam.
Xã Hướng Đạo có diện tích 12,94 km², dân số năm 1999 là 8.062 người, mật độ dân số đạt 623 người/km².